# Walkley Award
Der Walkley Award ist ein jährlich verliehener australischer Journalismuspreis. Die Gewinner werden von einem unabhängigen Gremium aus Journalisten und Fotografen gewählt. Der Walkley Award wird als das australische Äquivalent zum Pulitzer-Preis gesehen.

## Geschichte
Der Preis wurde 1956 von Sir William Gaston Walkley, einem australischen Geschäftsmann ins Leben gerufen. Der anfangs nur aus fünf Kategorien bestehende Preis wurde zu Lebzeiten von Walkley persönlich betreut. Im Jahr 2000 übernahm die Walkley Foundation den Vorsitz.

## Kategorien
- Gold Walkley
- Journalism Leadership
- Most Outstanding Contribution to Journalism
- Nikon-Walkley Australian Press Photographer of the Year
- Walkley Award for Non-Fiction Book